# George Tucker (Politiker)
George Tucker (* 20. August 1775 in Bermuda; † 10. April 1861 in Sherwood, Virginia) war ein US-amerikanischer Politiker. Zwischen 1819 und 1825 vertrat er den Bundesstaat Virginia im US-Repräsentantenhaus.

## Werdegang
George Tucker war der Cousin des Kongressabgeordneten Henry St. George Tucker (1780–1848). Über seine frühe Schulausbildung ist nichts überliefert. Um das Jahr 1790 kam er nach Virginia. Bis 1797 absolvierte er das College of William & Mary in Williamsburg. Nach einem anschließenden Jurastudium und seiner Zulassung als Rechtsanwalt begann er in Richmond in diesem Beruf zu arbeiten. Später zog er in das Pittsylvania County, wo er zeitweise als Bezirksstaatsanwalt fungierte. Gleichzeitig schlug er als Mitglied der Demokratisch-Republikanischen Partei eine politische Laufbahn ein. Im Jahr 1815 wurde er in das Abgeordnetenhaus von Virginia gewählt. Seit 1818 praktizierte er in Lynchburg als Anwalt.
Bei den Kongresswahlen des Jahres 1818 wurde Tucker im 15. Wahlbezirk von Virginia in das US-Repräsentantenhaus in Washington, D.C. gewählt, wo er am 4. März 1819 die Nachfolge von William J. Lewis antrat. Nach zwei Wiederwahlen konnte er bis zum 3. März 1825 drei Legislaturperioden im Kongress absolvieren. Seit 1823 vertrat er dort als Nachfolger von Alexander Smyth den sechsten Distrikt seines Staates. Seit 1821 war Tucker Vorsitzender des Ausschusses zur Kontrolle der Ausgaben des Kriegsministeriums.
Nach dem Ende seiner Zeit im US-Repräsentantenhaus wurde Tucker vom ehemaligen Präsidenten Thomas Jefferson als Professor für Moralphilosophie an die University of Virginia in Charlottesville berufen; Jefferson war damals Leiter dieser Hochschule. Diesen Posten bekleidete er bis 1845. Danach zog er nach Philadelphia. George Tucker trat auch als Autor zahlreicher Sachbücher in den Bereichen Geschichte, Finanzen und Wirtschaft und Bankwesen in Erscheinung. Er starb am 10. April 1861 in Sherwood an den Folgen eines Unfalls, bei dem ihn ein Baumwollballen beim Verladen auf ein Schiff auf den Kopf gefallen war.

## Publikationen
- Atterley, Joseph (Pseud.): A Voyage to the Moon: with some Account of the Manners and Customs, Science and Philosophy, of the people of Morosofia, and other Lunarians. New York: Elam Bliss, 1827